# Bulbophyllum exaltatum
Bulbophyllum exaltatum là một loài phong lan thuộc chi Bulbophyllum.